# Żagielkoja
Żagielkoja – ciasne pomieszczenie na jachcie lub żaglowcu w części dziobowej jednostki, będące magazynem żagli. Znajduje się często obok takich pomieszczeń jak kingston, kabelgat lub magazyn bosmański. Z nietypowych zastosowań tego pomieszczenia można wymienić użycie żagielkoi jako aresztu, jeśli kogoś trzeba odizolować do czasu dobicia do portu lub przekazania na inną jednostkę pływającą. Trochę częstszym zastosowaniem tego pomieszczenia jest rezerwowe miejsce sypialno-mieszkalne dla nadmiarowej załogi. Gwarowo żagielkoja to także magazyn żagli na lądzie.
Żagielkoją nazywana jest również lekka koja w postaci ramy obciągniętej płótnem, na zawiasach, składana na dzień na burtę jednostki. Używana także jako półka w pomieszczeniu o identycznej nazwie, będącym magazynem żagli.